# Cepheia longiseta
Cepheia là một chi nhện trong họ Synaphridae. Chi này chỉ gồm 1 loài Cepheia longiseta.